# Anne Fanshawe

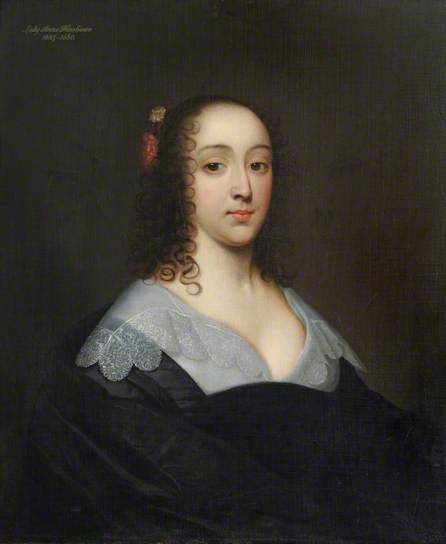
Anne Fanshawe

Lady Anne (of Ann) Fanshawe (geboren Harrison) (25 maart 1625 - 1680) was een Engelse schrijfster van memoires.
Zij was de echtgenote van (de latere Sir) Richard Fanshawe (1608 - 1666), een overtuigd aanhanger van de Royalisten die aan de kant stonden van Karel II.
Na de dood van haar man schreef Anne Fanshawe haar Memoir (1676), voor gebruik in de familie, met name voor haar zoon. Het biedt een kleurrijk verslag van hun avontuurlijke leven en levert tevens boeiende details over kleding en de uiteenlopende gewoontes die zij zoal tegenkwamen tijdens hun reizen.
The Memoirs of Lady Fanshawe werd pas voor het eerst volledig gepubliceerd in 1829. Een moderne editie verscheen in 1979.